# Abel Gabuza
Abel Doctor Gabuza (ur. 23 marca 1955 w Alexandra, zm. 17 stycznia 2021 w Durbanie) – południowoafrykański duchowny katolicki, w latach 2011–2018 biskup Kimberley, od 2018 do swojej śmierci w 2021 arcybiskup koadiutor Durbanu.

## Życiorys

### Prezbiterat
Święcenia kapłańskie przyjął 15 grudnia 1984 i został inkardynowany do archidiecezji Pretoria. Przez wiele lat pracował jako duszpasterz parafialny, był także m.in. wykładowcą i rektorem części propedeutycznej archidiecezjalnego seminarium, wikariuszem generalnym archidiecezji oraz jej tymczasowym administratorem.

### Episkopat
23 grudnia 2010 został mianowany biskupem Kimberley. Sakry biskupiej udzielił mu 19 marca 2011 abp Jabulani Adatus Nxumalo.
9 grudnia 2018 został mianowany arcybiskupem koadiutorem Durbanu.
Zmarł 17 stycznia 2021 na COVID-19.